# Литания всем Святым
Лита́ния всем Святым (лат. Litania Sanctorum) — католическая молитва к святым, построенная в форме литании. Одна из семи литаний, одобренных Церковью для всеобщего использования. Входит в состав чинопоследования таинства крещения в римском обряде. Также используется в молитвенной практике англиканами. Литания имеет древнее происхождение, впервые приводится в «Litania Septiformis» Григория Великого.

## Структура
Литания состоит из нескольких логических частей, сначала следуют воззвания к Богу, Пресвятой Богородице, ангелам и святым; затем воззвания к Христу-Царю, прошения о разных нуждах и заключение. Воззвания к святым структурированы в литании по ликам прославления и сану, причём каждая часть воззваний завершается фразой «Все святые … (патриархи и пророки и др.), молитесь о нас».
- К Богу
- К Богородице
- К ангелам
- К патриархам и пророкам
- К апостолам и ученикам
- К мученикам
- К епископам и учителям Церкви
- К священствующим и монашествующим
- К мирянам
- К Христу-царю
- Прошения
- Заключение

Список святых, упоминаемых в литании, не является строго фиксированным, существуют различные варианты с разными именами. Конференция католических епископов отдельной страны или руководство монашеского ордена имеют право утверждать тексты литании со включением туда дополнительно святых, особо почитаемых в данной стране. Единственное условие — святой, включаемый в литанию, обязательно должен официально почитаться в Католической церкви. После литургических реформ Второго Ватиканского собора литания была существенно сокращена, в частности из неё удалена цитата из псалма LXIX, сокращено число прошений и заключительное воззвание.

## Использование
Литания всем Святым читается в католических храмах в форме воззваний и ответов, провозглашаемых священником и прихожанами. Во время таинства крещения ответы за воззванием священника произносят катехумены и все собравшиеся в храме. Литания часто используется для личной молитвы.

## Текст литании
- Господи, помилуй. Господи, помилуй.
- Христе, помилуй. Христе, помилуй.
- Господи, помилуй. Господи, помилуй.
- Христе, внемли нам. Христе, услышь нас.
- Отче Небесный, Боже, помилуй нас.
- Сыне, Искупитель мира, Боже, помилуй нас.
- Дух Святой, Боже, помилуй нас.
- Пресвятая Троица, единый Боже, помилуй нас.

- Пресвятая Мария, молись о нас.
- Пресвятая Богородица, молись о нас.
- Пресвятая Дева над девами, молись о нас.

- Святые Михаил, Рафаил и Гавриил, молитесь о нас.
- Все святые Ангелы Божии, молитесь о нас.

- Святой Авраам, молись о нас.
- Святой Моисей, молись о нас.
- Святой Илия, молись о нас.
- Святой Иоанн Креститель, молись о нас.
- Святой Иосиф, молись о нас.
- Все святые патриархи и пророки, молитесь о нас.

- Святые Пётр и Павел, молитесь о нас.
- Святой Андрей, молись о нас.
- Святые Иоанн и Иаков, молитесь о нас.
- Святой Матфей, молись о нас.
- Все святые Апостолы, молитесь о нас.

- Святой Лука, молись о нас.
- Святой Марк, молись о нас.
- Святой Варнава, молись о нас.
- Святая Мария Магдалина, молись о нас.
- Все святые ученики Господни, молитесь о нас.

- Святой Стефан, молись о нас.
- Святой Игнатий Антиохийский, молись о нас.
- Святой Поликарп, молись о нас.
- Святой Юстин, молись о нас.
- Святой Лаврентий, молись о нас.
- Святой Киприан, молись о нас.
- Святой Георгий, молись о нас.
- Святой Бонифаций, молись о нас.
- Святой Адальберт, молись о нас.
- Святой Станислав, молись о нас.
- Святые Борис и Глеб, молитесь о нас.
- Святой Фома Бекет, молись о нас.
- Святые Иоанн Фишер и Фома Мор, молитесь о нас.
- Святой Пётр Шанель, молись о нас.
- Святой Карл Луанга, молись о нас.
- Святой Максимилиан Кольбе, молись о нас.
- Святые Перпетуя и Фелицитата, молитесь о нас.
- Святая Агнесса, молись о нас.
- Святая Екатерина Александрийская, молись о нас.
- Святая Мария Горетти, молись о нас.
- Все святые мученики, молитесь о нас.

- Святой Лев, молись о нас.
- Святой Григорий, молись о нас.
- Святой Амвросий, молись о нас.
- Святой Иероним, молись о нас.
- Святой Августин, молись о нас.
- Святой Афанасий, молись о нас.
- Святой Николай, молись о нас.
- Святой Василий Великий, молись о нас.
- Святой Григорий Назианзин, молись о нас.
- Святой Иоанн Златоуст, молись о нас.
- Святой Мартин Турский, молись о нас.
- Святые Кирилл и Мефодий, молитесь о нас.
- Святой Карл Борромео, молись о нас.
- Святой Франциск Сальский, молись о нас.
- Святой Пий Десятый, молись о нас.
- Все святые епископы и Учители Церкви, молитесь о нас.

- Святой Антоний Великий, молись о нас.
- Святой Бенедикт, молись о нас.
- Святые Антоний и Феодосий Печерские, молитесь о нас.
- Святой Бернард, молись о нас.
- Святые Франциск и Доминик, молитесь о нас.
- Святой Фома Аквинский, молись о нас.
- Святой Антоний Падуанский, молись о нас.
- Святой Игнатий Лойола, молись о нас.
- Святой Франциск Ксаверий, молись о нас.
- Святой Викентий де Поль, молись о нас.
- Святой Иоанн Мария Вианней, молись о нас.
- Святой Иоанн Боско, молись о нас.
- Святая Екатерина Сиенская, молись о нас.
- Святая Тереза Авильская, молись о нас.
- Святая Тереза Младенца Иисуса, молись о нас.
- Все святые монашествующие, молитесь о нас.

- Святой Владимир, молись о нас.
- Святой Людовик, молись о нас.
- Святой Казимир, молись о нас.
- Святая Ольга, молись о нас.
- Святая Анна, молись о нас.
- Святая Моника, молись о нас.
- Святая Елизавета Венгерская, молись о нас.
- Все святые Божии, молитесь о нас.

- Христос, Сын Бога живого, помилуй нас.
- Христос, в этот мир пришедший, помилуй нас.
- Христос, на кресте распятый, помилуй нас.
- Христос, смерть ради нас принявший, помилуй нас.
- Христос, во гробе погребённый, помилуй нас.
- Христос, воскресший из мёртвых, помилуй нас.
- Христос, на небо вознёсшийся, помилуй нас.
- Христос, Духа Святого Апостолам пославший, помилуй нас.
- Христос, одесную Отца сидящий, помилуй нас.
- Христос, грядущий судить живых и мёртвых, помилуй нас.

- Прости нам наши грехи, молим Тебя, услышь нас.
- К истинному покаянию приведи нас, молим Тебя, услышь нас.
- В святом служении Твоём укрепи и сохрани нас, молим Тебя, услышь нас.
- Благодетелям нашим вечную награду даруй, молим Тебя, услышь нас.
- Плоды земли нам даруй и сохрани, молим Тебя, услышь нас.
- Святую Церковь Твою храни и окормляй, молим Тебя, услышь нас.
- Отца Святейшего и весь чин церковный в истинном служении сохрани, молим Тебя, услышь нас.
- Всем верующим во Христа единение даруй, молим Тебя, услышь нас.
- Просвети всех людей светом Евангелия, молим Тебя, услышь нас.

- Христе, услышь нас. Христе, услышь нас.
- Христе, внемли нам. Христе, внемли нам.

Помолимся. Господи, прибежище наше и сила, источник всякой святости! Услышь моления святой Церкви Твоей и благоволи дать нам всё то, о чём с упованием Тебя просим. Через Христа, Господа нашего. Аминь.